# Juana Maria
Juana Maria, znana jako Lone Woman of San Nicolas Island (ur. przed 1811 na San Nicolas Island, zm. 19 października 1853 w Garey) – rdzenna Kalifornijka uważana za ostatnią żyjącą członkinię plemienia Nicoleño. W latach 1835–1853 mieszkała samotnie na wyspie San Nicolas u wybrzeży Kalifornii. Wielokrotnie nagradzana powieść dla dzieci Scotta O'Della Island of the Blue Dolphins (1960) została zainspirowana jej historią.

## Życiorys

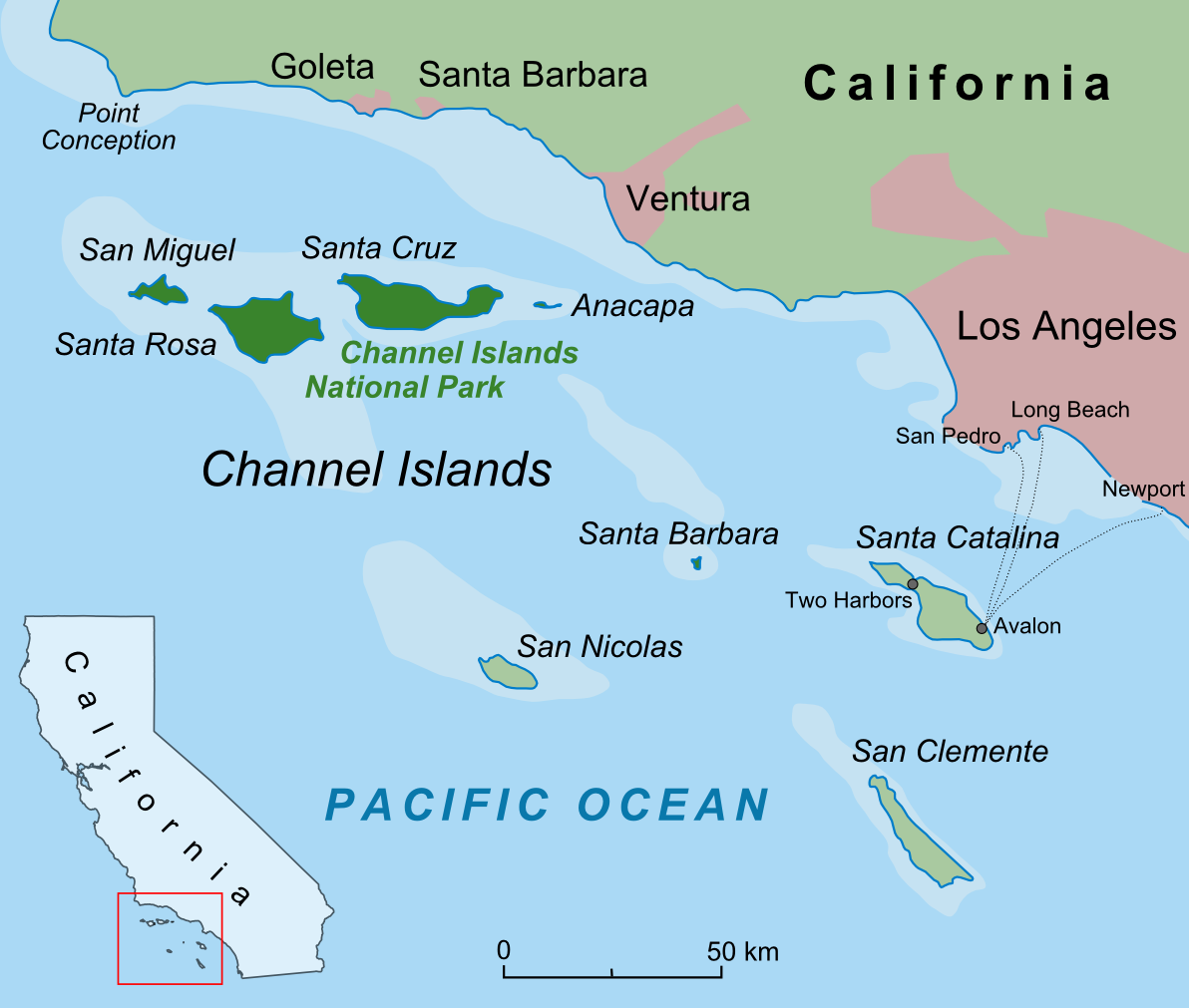
Położenie wyspy San Nicolas na mapie archipelagu Channel Islands (Kalifornia)

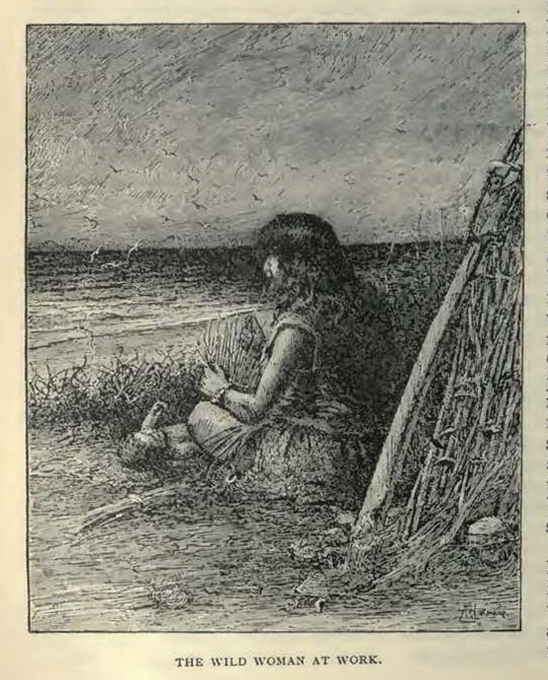
Samotna Kobieta na wyspie San Nicolas, „Californian Illustrated Magazine” 4 (1893), nr 5

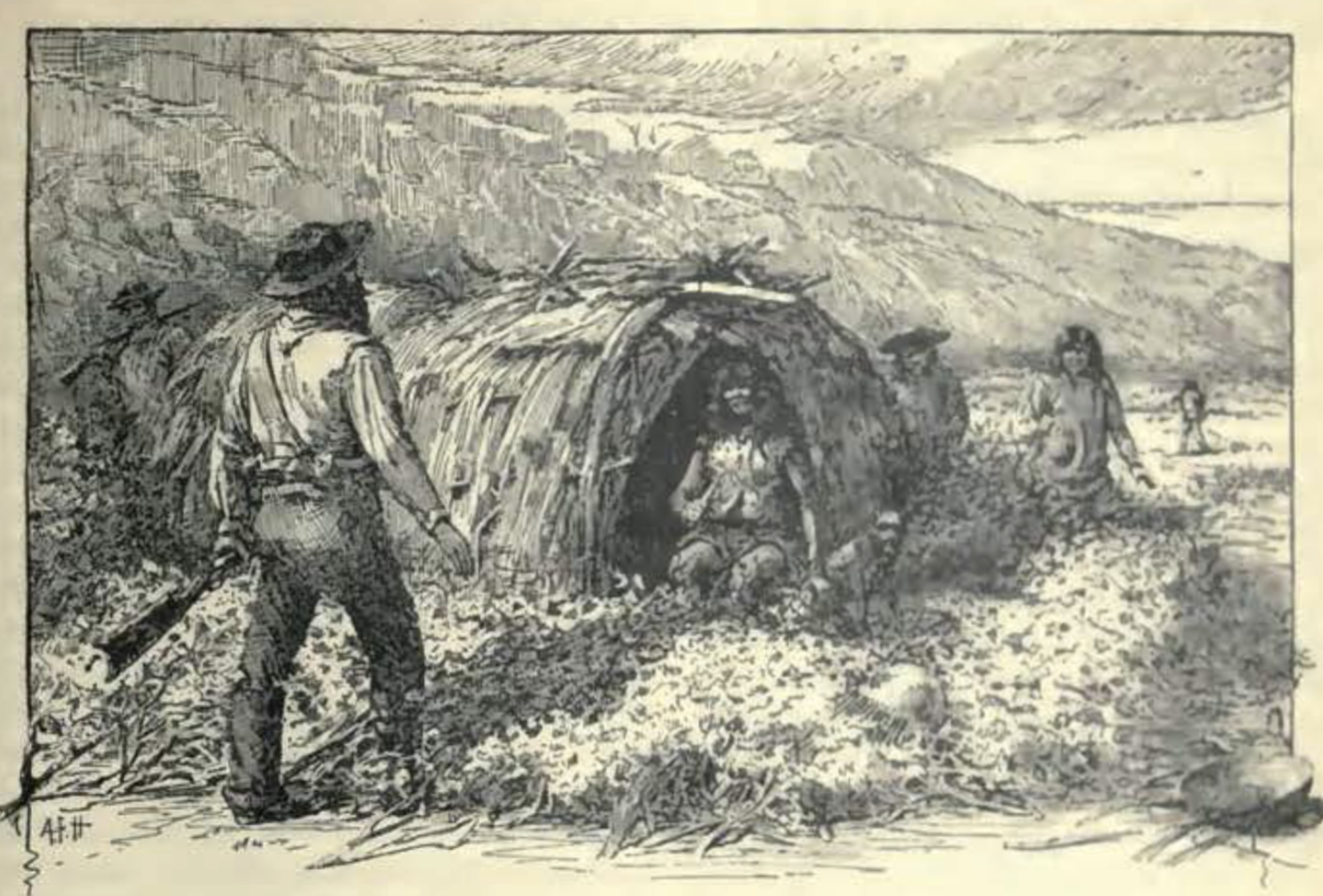
Ilustracja przedstawiają moment znalezienia Samotnej Kobiety, „Californian Illustrated Magazine” 4 (1893), nr 5

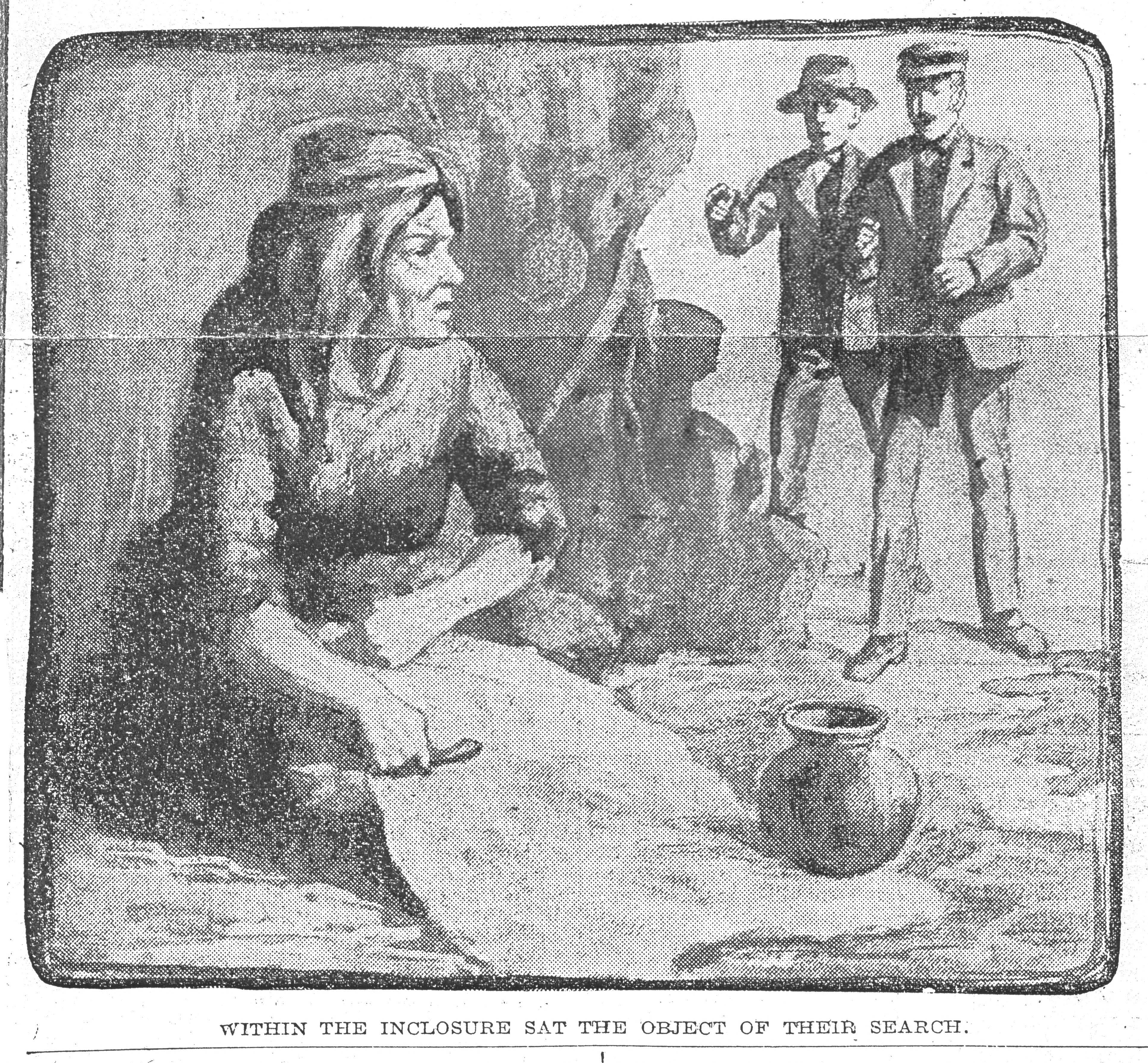
Ilustracja z „Los Angeles Times Magazine”, 4 sierpnia 1901

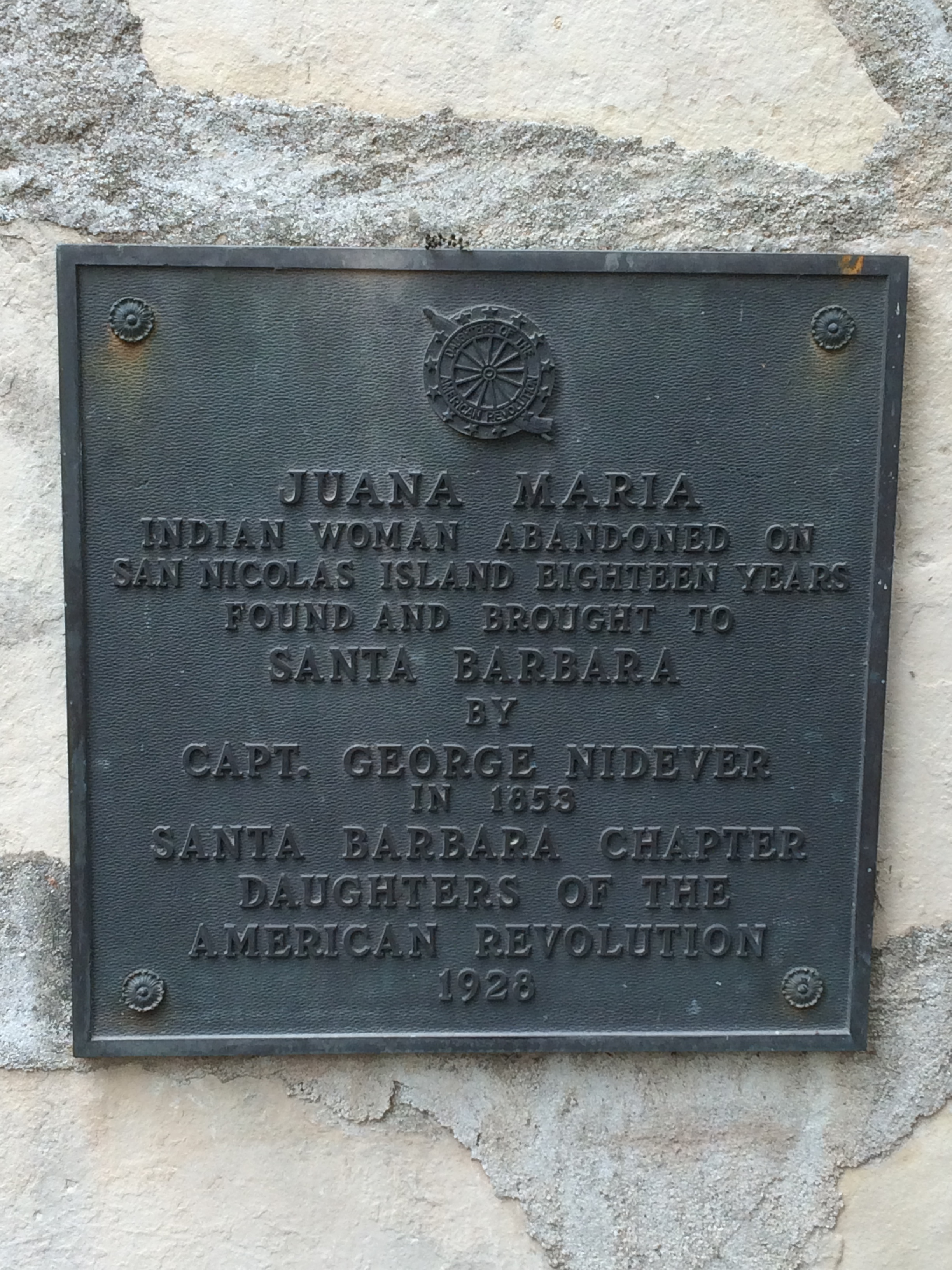
Tablica upamiętniająca Juanę Marię zamieszczona na cmentarzu misyjnym w Santa Barbara w 1928 przez stowarzyszenie Córy Rewolucji Amerykańskiej

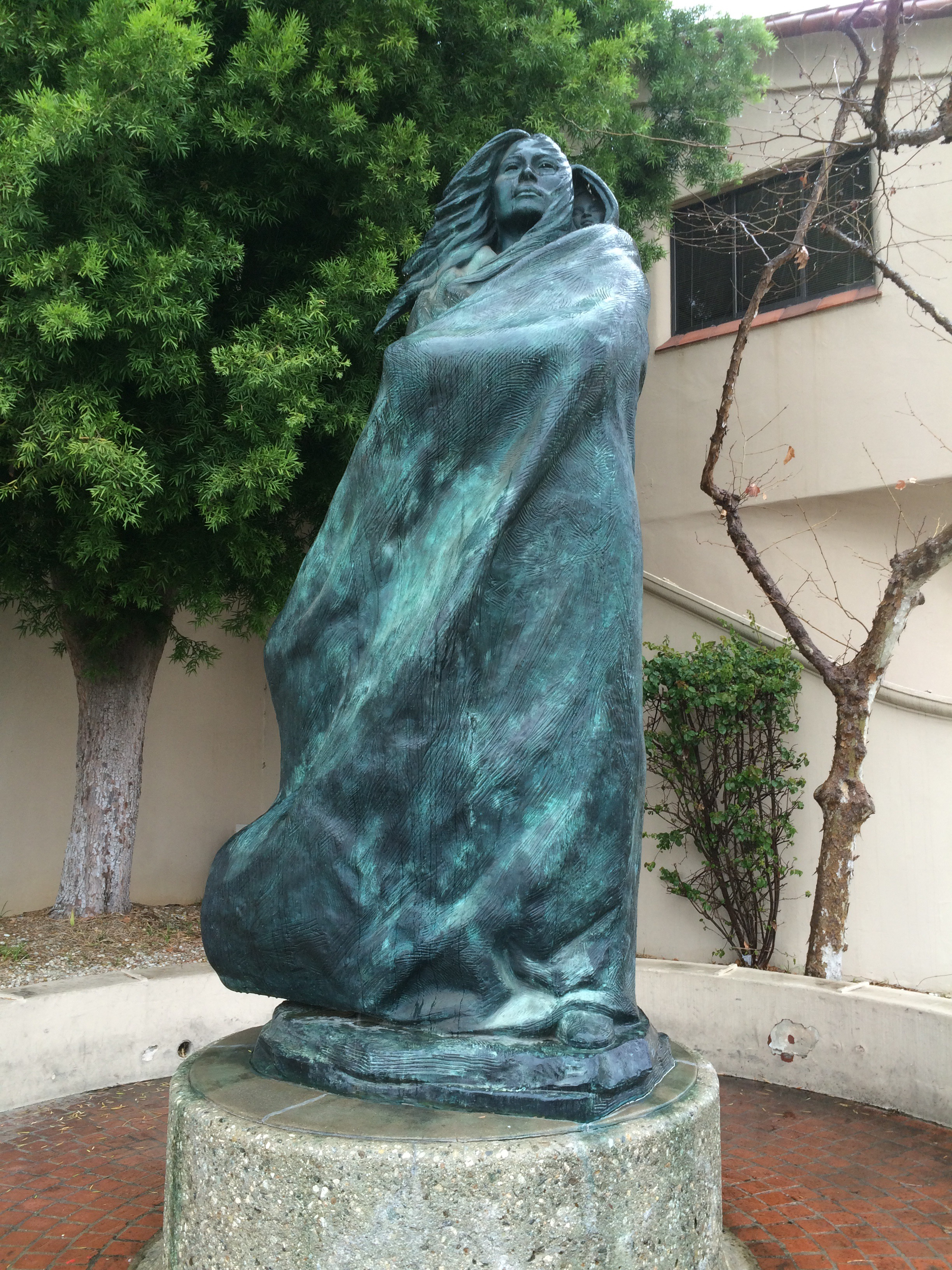
Pomnik Juany Marii z dzieckiem, Victoria and State Street, Santa Barbara

W 1814 statek Il'mena sprowadził na wybrzeże Kalifornii grupę łowców wydr złożoną z rdzennych mieszkańców Alaski pracujących dla Rosyjsko-Amerykańskiej Kompanii Handlowej. Współczesne dokumenty sugerują, że w odwecie za zabójstwo jednego z myśliwych grupa dokonała masakry aż 90 procent Nicoleño (nazwę plemieniu nadali hiszpańscy podróżnicy). Z około 300 osób do 1835 pozostało tylko 20 rdzennych Nicoleño. Dawniej spekulowano, że franciszkańscy misjonarzy z kalifornijskich misji zażądali likwidacji pozostałych na wyspie Nicoleños, ale nie ma żadnych dokumentów to potwierdzających. Pod koniec listopada 1835 szkuner Peor es Nada, dowodzony przez Charlesa Hubbarda, opuścił południową Kalifornię, aby sprowadzić rdzenną ludność wyspy San Nicolas do misji w Santa Barbara. Po przybyciu na wyspę grupa Hubbarda zebrała na plaży rdzenną ludność i zabrała ją na pokład statku. Załoga statku Peor es Nada, zdając sobie sprawę z niebezpieczeństwa sztormu, który się zbliżał, spanikowała i popłynęła w kierunku lądu, pozostawiając w tyle jedną z rdzennych Kalifornijek. Została opisana jako kobieta o jasnej karnacji w wieku 20–30 lat. Romantyczna wersja opowieści przekazuje, że kobieta wyskoczyła za burtę po tym, jak zdała sobie sprawę, że jej młodszy brat został na wyspie. Archeolog Steven J. Schwartz zauważył, że relacja o jej skoku za burtę pojawiła się dopiero w latach 80. XIX wieku. Taka wersja została przekazana przez późniejszego wybawcę kobiety, George'a Nidevera, który usłyszał ją od myśliwego przebywającego na Peor es Nada. Nidever wyjaśnił, że może źle pamiętał to, co usłyszał. Dziecko, za którym wróciła kobieta, wkrótce miało umrzeć. Początkowo misjonarze zamierzali odesłać statek na ratunek samotnej kobiecie. Niestety, zatonął. Przez 18 lat po kalifornijskim wybrzeżu krążyły pogłoski, że wyspa San Nicolas jest nadal zamieszkana. Czasami myśliwi, którzy wylądowali na wyspie, znajdowali ślady ludzkich stóp, ale nigdy nie mogli znaleźć osoby, która je pozostawiła. W prasie pisano, że na wyspie mieszka „kobieta Robinson Crusoe”. Był to czas, kiedy opowieści o samotnym życiu w izolacji fascynowały ludzi.
Według Emmy Hardacre istnieją różne relacje dotyczące odkrycia Samotnej Kobiety. Według pierwszej ojciec José González Rubio z misji Santa Barbara zaoferował mężczyźnie o imieniu Carl Dittman 100 dolarów za odnalezienie kobiety pozostawionej na wyspie. Relacja George'a Nidevera, trapera z Santa Barbara, która wydaje się być właściwą, zakłada, że ojciec José González Rubio zapłacił niejakiemu Thomasowi Jeffriesowi 200 dolarów za znalezienie Juany Marii, chociaż mu się to nie udało. Opowieści, którymi Jeffries dzielił się po powrocie, poruszyły wyobraźnię George'a Nidevera, który zorganizował kilka własnych wypraw. Pierwsze dwie próby nie przyniosły skutku, ale podczas trzeciej próby, jesienią 1853, jeden z ludzi Nidevera, Carl Dittman, odkrył na plaży ślady ludzkich stóp i kawałki foczego tłuszczu zostawione do wyschnięcia. Juanę Marię znaleziono w prymitywnej chacie częściowo zbudowanej z kości wieloryba. Ubrana była w spódnicę z zielonkawych piór kormorana. Uważano, że mieszkała również w pobliskiej jaskini.
Juana Maria została zabrana do misji Santa Barbara, ale była w stanie komunikować się tylko z trzema lub czterema pozostałymi członkami jej plemienia. Przedstawiciele miejscowego plemienia Czumaszów nie mogli jej zrozumieć, więc misja wysłała po grupę Tongvów, którzy wcześniej mieszkali na wyspie Santa Catalina. Im również nie udało się porozumieć z kobietą. Cztery słowa i dwie piosenki wypowiedziane przez Juanę Marię, które zarejestrowano, sugerują, że mówiła jednym z języków uto-azteckich, które pochodzą z południowej Kalifornii, ale nie jest jasne, z jaką gałęzią była spokrewniona jej mowa. Badanie przeprowadzone przez lingwistkę Pamelę Munro na Uniwersytecie Kalifornijskim w Los Angeles, sugeruje, że jej język był najbardziej podobny do języka Luiseños z północnego hrabstwa San Diego i Juaneños w pobliżu San Juan Capistrano. Obie grupy handlowały z wyspiarzami z San Nicolas, a ich języki mogły wpływać na siebie. Juana Maria była rodowitą Nicoleño.
Podobno po przyjeździe do misji Santa Barbara Juana Maria była zafascynowana i zachwycona widokiem koni, europejskiej odzieży i jedzenia. Pozwolono jej zamieszkać u Nidevera, który opisał ją jako kobietę „średniego wzrostu, ale raczej grubą… Miała prawdopodobnie około 50 lat, ale nadal była silna i aktywna. Jej twarz była przyjemna, ponieważ była ciągle uśmiechnięta. Jej zęby były całe, ale starte do dziąseł”. Juana Maria podobno lubiła wizyty ciekawskich mieszkańców Santa Barbara, śpiewała i tańczyła dla publiczności. Jedna z piosenek śpiewanych przez Juanę Marię przeszła do historii jako „Toki Toki”. Wiedza o niej pochodziła od człowieka z Ventureño o imieniu Malquiares, łowcy wydr, który dołączył do wyprawy Nidevera i który słyszał, jak Juana Maria śpiewa piosenkę. Malquiares później wyrecytował jej słowa przyjacielowi Fernando Kitsepawit Librado (1839–1915). Słowa piosenki brzmią następująco: Toki Toki yahamimena (×3) weleshkima nishuyahamimena (×2) Toki Toki. Librado przekazał te słowa przedstawicielowi plemienia Cruzeño, Aravio Talawiyashwitowi, który przetłumaczył je jako: „Żyję zadowolony, ponieważ widzę dzień, w którym chcę wydostać się z tej wyspy”. Biorąc pod uwagę brak jakichkolwiek innych informacji na temat języka Juany Marii, dokładność tego tłumaczenia jest wątpliwa i być może była intuicyjnym przypuszczeniem. W 1913 antropolog i lingwista John Peabody Harrington nagrał Librado śpiewającego piosenkę.
W „Sacramento's Daily Democratic State Journal” 13 października 1853 ukazał się następujący tekst: Dzika kobieta, która została znaleziona na wyspie San Nicolas, około 70 mil od wybrzeża, na zachód od Santa Barbara, znajduje się teraz w tym ostatnim miejscu i jest traktowana jako ciekawostka. Mówi się, że była samotna na wyspie od 18 do 20 lat. Żywiła się skorupiakami i tłuszczem foki, ubierała się w skóry i pióra dzikich kaczek, które zszywała ścięgnami foki. Nie mówi w żadnym znanym języku, jest przystojna i mniej więcej w średnim wieku. Wydaje się być zadowolona ze swojego nowego domu wśród dobrych ludzi z Santa Barbara.
Siedem tygodni po przybyciu na kontynent Juana Maria zmarła na czerwonkę w Garey. Nidever twierdził, że jej zamiłowanie do zielonej kukurydzy, warzyw i świeżych owoców po latach ubogiej w składniki odżywcze żywności spowodowało ciężką i ostatecznie śmiertelną chorobę. Przed śmiercią ojciec Sanchez ochrzcił ją i nadał jej hiszpańskie imię Juana Maria. Została pochowana w nieoznaczonym grobie na działce rodziny Nideverów na cmentarzu Santa Barbara Mission. Ojciec González Rubio dokonał następującego wpisu w księdze pochówków misji: 19 października 1853 r. pochowałem na cmentarzu szczątki Indianki Juany Marii, przywiezionej z wyspy San Nicolas, a ponieważ nie było nikogo, kto by znała jej język, została ochrzczona warunkowo przez o. Sancheza”.

## Badania i poszukiwanie prawdy
Badacze i badaczki ustalili, że co najmniej siedem osób z plemienia Nicoleño opuściło wyspę San Nicolas w 1835 osiedliło się w Los Angeles, gdzie dobrze im się powodziło. Przynajmniej jeden z nich, nazwany Tomás, przeżył Samotną Kobietę, co obala twierdzenie, że była „ostatnią z jej plemienia”. Twierdzenia, że nikt nie mógł się z nią porozumieć, również były nieprawdziwe. Faktycznie rdzenni mieszkańcy Santa Barbara mówili w języku czumasz, co wyjaśnia trudności Samotnej Kobiety w komunikacji, Jednak lingwiści prześledzili słowa przez nią podane i przyporządkowali je do gałęzi językowej Takic. Kobiecie udało się porozmawiać z ludźmi, którzy mogli ją zrozumieć. Opowiedziała swoją historię wyraźnymi ruchami rąk, które, jak sądzili ci, którzy ją odnaleźli, wskazywały, że została na wyspie z powodu zagubionego niemowlęcia, które później zostało zjedzone przez dzikie psy. Kiedy historyczka Susan Morris i jej współpracownicy zapoznali się z notatkami etnologa Johna Peabody Harringtona, który w końcu XIX wieku przeprowadził wywiady z kilkoma rdzennymi Kalifornijczykami na temat Samotnej Kobiety, odkryli, że faktycznie przebywała na wyspie z synem. Ukrywał się przed przybyszami, którzy chcieli zabrać Nicoleño do kontynentalnej Kalifornii. Przez lata kobieta i jej syn żyli na wyspie. Matka opuściła San Nicolas dopiero po tragicznej śmierci syna, zdaniem historyków, spowodowanej atakiem rekina. Poza tym znaleziono prawie 12 statków, które wylądowały na wyspie San Nicolas lub zakotwiczyły w pobliżu w ciągu 18 lat, kiedy Juana Maria przebywała na wyspie. Możliwe, że przynajmniej niektórzy z nich skontaktowali się z kobietą. W 1846 pewien marynarz mieszkał na wyspie przez kilka miesięcy. Prowadzone są poszukiwania żyjących członków plemienia, potomków Nicoleño, którzy osiedli w Los Angeles.
Dowody archeologiczne i genetyczne wskazują, że na wyspę San Nicolas przybyły dwie fale osadnicze ludu Nicoleño. Wyspa była zamieszkiwana przez 8000 lat. Wydaje się, że kultura Nicoleño była ściśle związana z oceanem, co świadczy o braku zwierząt lądowych na wyspie. Od XVII wieku plemię współistniało pokojowo z różnymi gośćmi: myśliwymi z Meksyku, Rosji, Alaski i innych krajów. W 1939 na najbardziej wysuniętym na północ krańcu San Nicolas, najwyższym punkcie wyspy, archeolodzy odkryli chatę Juany Marii z kości wieloryba. Lokalizacja chaty dokładnie odpowiadała opisom pozostawionym przez Nidevera. W 2012 archeolog Steven J. Schwartz poinformował o znalezieniu miejsca, które mogło być jaskinią Juany Marii. W 2009 archeolog z Uniwersytetu Oregonu, Jon Erlandson, znalazł dwie skrzynki z sekwoi w stylu ludu Nicoleño erodujące z morskiego klifu, pokryte żebrem wieloryba i połączone z kilkoma plecionymi butelkami na wodę. Miejsce to znajduje się na północno-zachodnim wybrzeżu San Nicolas, gdzie, jak się uważa, Juana Maria spędziła większość swojego czasu. Pudła uratowane przez Erlandsona, René Vellanowetha, Lisę Thomas-Barnett i Troya Davisa zawierały ponad 200 przedmiotów (wisiorki z kości ptaków, naczynia z muszli uchowca i haczyki na ryby, ozdoby ze steatytu, ściernice z piaskowca, czerwoną ochrę, grot harpuna Nicoleño, szklane groty strzał i metalowe artefakty oraz kilka końcówek harpunów rdzennych mieszkańców Alaski). W 2012 archeolog Marynarki Wojennej Steven Schwartz, współpracując z Vellanowethem i jego studentami z Uniwersytetu Kaliforniejskiego w Los Angeles, znalazł i odkrył zakopane pozostałości dawno zaginionej jaskini, w której mogła również mieszkać Juana Maria. Badania archeologiczne w jaskini zostały jednak wstrzymane na prośbę grupy Pechanga Indian Luiseno, która twierdziła, że jaskinia przynależy kulturowo do dawnych mieszkańców wyspy.

## Dziedzictwo i upamiętnienie
Kosz na wodę Juany Marii, ubrania i różne przedmioty, w tym igły kostne, przywiezione z wyspy San Nicolas do Misji Santa Barbara, trafiły do kolekcji Kalifornijskiej Akademii Nauk. Zostały zniszczone podczas trzęsienia ziemi i pożaru w San Francisco w 1906.
Książka Island of the Blue Dolphins  Scotta O'Della była w dużej mierze oparta na historii Juany Marii. Bohaterka powieści, Karana, ma wiele doświadczeń do tych, z którymi musiała się zmierzyć Juana Maria, gdy była sama na San Nicolas. Książka jest obowiązkowo czytana w szkołach amerykańskich. W filmowej wersji powieści z 1964 Karanę zagrała amerykańska aktorka Celia Kaye.
W 2021 w Muzeum Historii Naturalnej w Santa Barbara zaprezentowano portret Samotnej Kobiety, który włączono do wystawy. W mieście znajduje się tablica ją upamiętniająca oraz pomnik.